# San Pedro Masahuat
San Pedro Masahuat – miasto w Salwadorze, w departamencie La Paz.